# Julio Terrazas Sandoval
Julio Terrazas Sandoval C.Ss.R. (Vallegrande, 7 maart 1936 – 9 december 2015, 
Santa Cruz) was een Boliviaans geestelijke en een kardinaal van de Rooms-Katholieke Kerk.
Terrazas Sandoval werd op 29 juli 1962 priester gewijd. Op 15 april 1978 werd Terrazas Sandoval benoemd tot hulpbisschop van La Paz en titulair bisschop van Apisa maius. Zijn bisschopswijding vond plaats op 8 juni 1978. Op 9 januari 1982 werd hij benoemd tot bisschop van Oruro. Op 6 februari 1991 werd hij benoemd tot aartsbisschop van Santa Cruz de la Sierra. Van 1985 tot 1991 en van 1997 tot 2012 was hij voorzitter van de Boliviaanse bisschoppenconferentie.
Terrazas Sandoval werd tijdens het consistorie van 21 februari 2001 kardinaal gecreëerd.  Hij kreeg de rang van kardinaal-priester. Zijn titelkerk werd de San Giovanni Battista de’Rossi. Hij nam deel aan de conclaven van 2005 en 2013.
Terrazas Sandoval ging op 25 mei 2013 met emeritaat.
- Gemeinsame Normdatei: 143877895
- International Standard Name Identifier: 0000 0003 8291 1889
- Library of Congress Control Number: nr98014201
- Virtual International Authority File: 266956208
- WorldCat: E39PBJhX7m3gfYdcYkHb4YWFKd